# Ragawacana
Ragawacana is een bestuurslaag in het regentschap Kuningan van de provincie West-Java, Indonesië. Ragawacana telt 2708 inwoners (volkstelling 2010).